# プエルトリコ (ボードゲーム)
『プエルトリコ』（Puerto Rico）は、ドイツのボードゲームである。アンドレアス・ザイファルトによってデザインされ、2002年にラベンスバーガー社（アレアブランド）から発売された。スペインの植民地時代のプエルトリコを舞台に、それぞれのプレイヤーが、プランテーションを経営し、作物を作ったり、商品を売ったり、作物をスペインに輸送したりして、財産と名声を得て、勝利を目指すゲームである。
プレイ人数は、3 - 5人。プレイ時間は約90分 - 150分。対象年齢は12歳以上。 

## ゲームの概要
このゲームでは、プランテーションを経営し、作物を作ったり、商品を売ったりする。プランテーションで生産できる作物はトウモロコシ、インディゴ、サトウキビ、タバコ葉、コーヒー豆の５種類である。作物を生産するだけでは、商品として売却することも、出荷することもできず、生産施設を建設して労働者を配置することではじめて商品を生産できる。
他にも、特別な効果を持つ建物を建設することができる。このゲームでは、商品を出荷して勝利点を得る、建物を建設して勝利点を得るという2通りの勝利点の取り方がある。

### システム
プレイヤーは手番が来るとに「開拓者」「市長」「建築家」「監督」「商人」「船長」の行動の中から一つを選ぶ。そして、それを選んだ手番のプレイヤーは少しの特権を得るが、行動は順番に全員が実行していく。これがこのゲームの特徴的なシステムで、「バリアブルフェイズシステム」と呼ばれている。

### ゲームの終了
- ストックの労働者コマが無くなった。
- 誰かが建築スペースに全て建物を建てた。
- 勝利点チップが無くなった。

のいずれかを満たしたらゲームは終了する。

## 反響
2002年ドイツゲーム賞、2003年オランダゲーム賞、2003年国際ゲーマーズ賞など多数の賞を受賞している。また、世界最大のボードゲームファンサイト「ボードゲームギーク」の評価において、『アグリコラ』に抜かれるまで、5年にわたって首位を保っていた。

## 評価
毎日新聞は、ルールが複雑だとしつつも、一連の流れがわかりやすいため、一度遊べば理解できると述べている。また、同紙は「バリアブルフェイズシステム」の斬新さを評価しつつも、背徳感ゆえにもやもやするともしている。